# Pergamonský oltář

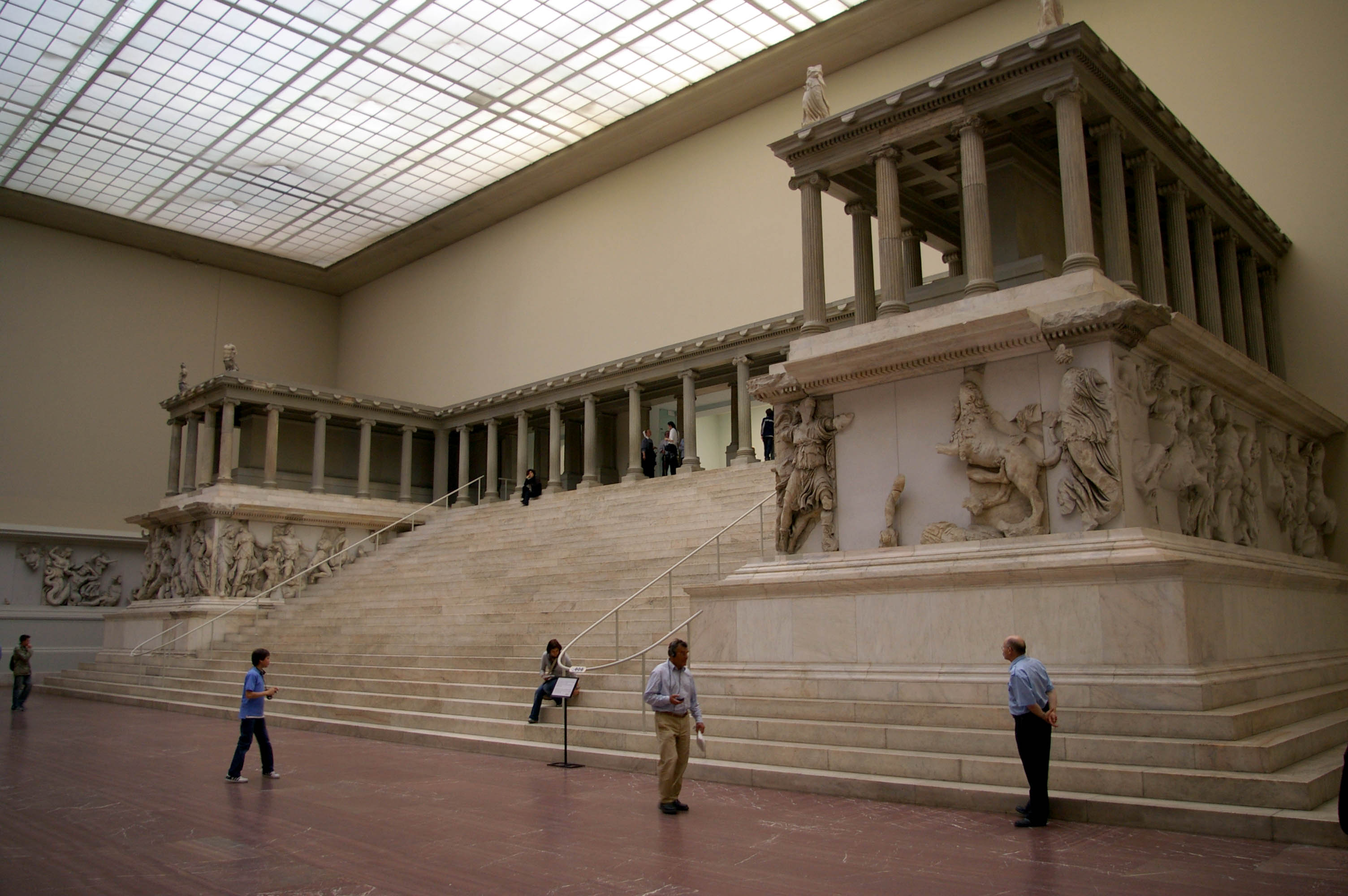
Pergamonský oltář

Pergamonský oltář je oltář vybudovaný v helenistické době na terase akropole v Pergamonu (město v malé Asii ležící naproti ostrovu Lesbos, dnes Bergamo v Turecku). Jeho monumentální rekonstrukce je dnes zlatým hřebem sbírek Pergamonského muzea v Berlíně, kde zabírá celou Halu pergamonského oltáře.

## Historie

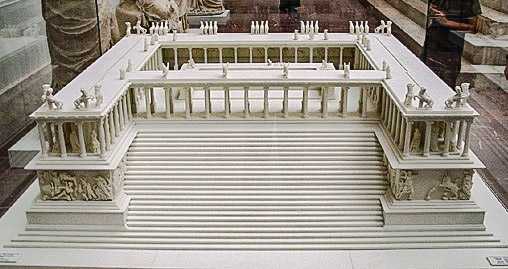
Model oltáře

### Pergamon
Oltář byl postaven pravděpodobně v roce 184 př. n. l. na oslavu válečného vítězství Eumena II. nad Galaty (Kelty). Zasvěcen byl pravděpodobně Diovi a Athéně. Navzdory běžně rozšířené představě nebyl oltář chrámem, uvnitř jeho dvora byl skutečně umístěn oltář, na němž probíhaly oběti spojené pravděpodobně s kultem blízkého chrámu bohyně Athény nebo s kultem Diovým, přesné určení dnes již není možné bezpečně zjistit. Oběti mohly probíhat v podobě porážení posvátných zvířat, stejně jako v podobě úliteb, přesná podoba není známa. Pergamský oltář porovnával s Olympskými kulty boha Dia Pausaniás. Již v pozdní antice ztratil oltář po nástupu křesťanství svou funkci. V byzantské době byl oltář rozebrán a jeho části byly použity ke stavbě masivních hradebních zdí, v 7. - 8. století našeho letopočtu přestavěných Araby.
Počátkem devatenáctého století byly hradební zdi rozebrány a pískovcové i mramorové části oltáře byly použity na běžné stavby domů v okolí. V roce 1625 William Petty, kaplan hraběte z Arundelu, cestoval Tureckem a ze své návštěvy Pergamonu do Anglie přivezl dva oltářové panely s reliéfy, tyto panely dnes v Pergamonském muzeu v Berlíně proto chybí. Zbytky oltáře v bídném stavu odkryl v Pergamonu během třech archeologických sezón v letech 1878 - 1886 Carl Humann. Po zdlouhavých jednáních s tureckou vládou obdržel povolení odvést rozebraný oltář do Berlína.

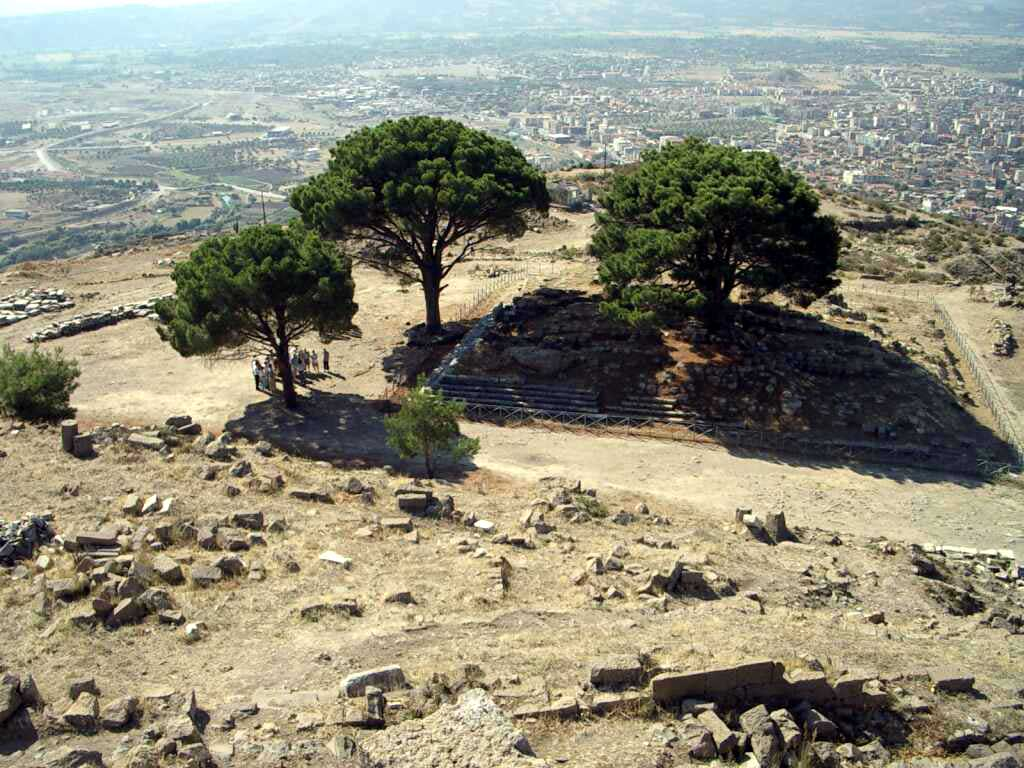
Současný stav původního umístěni oltáře v Bergamu

### Berlín
Na berlínském Muzejním ostrově byla pro oltář postavena v roce 1901 zvláštní budova, oltář zabíral její centrální sál. Budova však na ostrově vydržela pouze několik let, již v roce 1909 plány k expanzi sbírky vedly ke stavbě nového muzea. Architektonické plány vypracoval Alfred Messel, po jeho smrti v nich pak pokračoval Ludwig Hoffmann, který svůj plán ve spolupráci s městským architektem Wilhelmem Wille v roce 1930 realizoval. Hala s oltářem je dnes vstupní halou muzea a zabírá téměř celé jeho východní křídlo. Na počátku 2. světové války bylo muzeum uzavřeno, vlysy Pergamonského oltáře byly uskladněny v krytech, po válce byly nicméně odvezeny do Sovětského svazu a na jejich vrácení se čekalo až do roku 1959. V letech 1998 a znovu v roce 2001 žádalo turecké Ministerstvo kultury vrácení oltáře a všech s ním souvisejících artefaktů, nicméně jeho požadavek neměl oficiální povahu a za dnešního právního stavu by nebyl vymahatelný.

## Popis

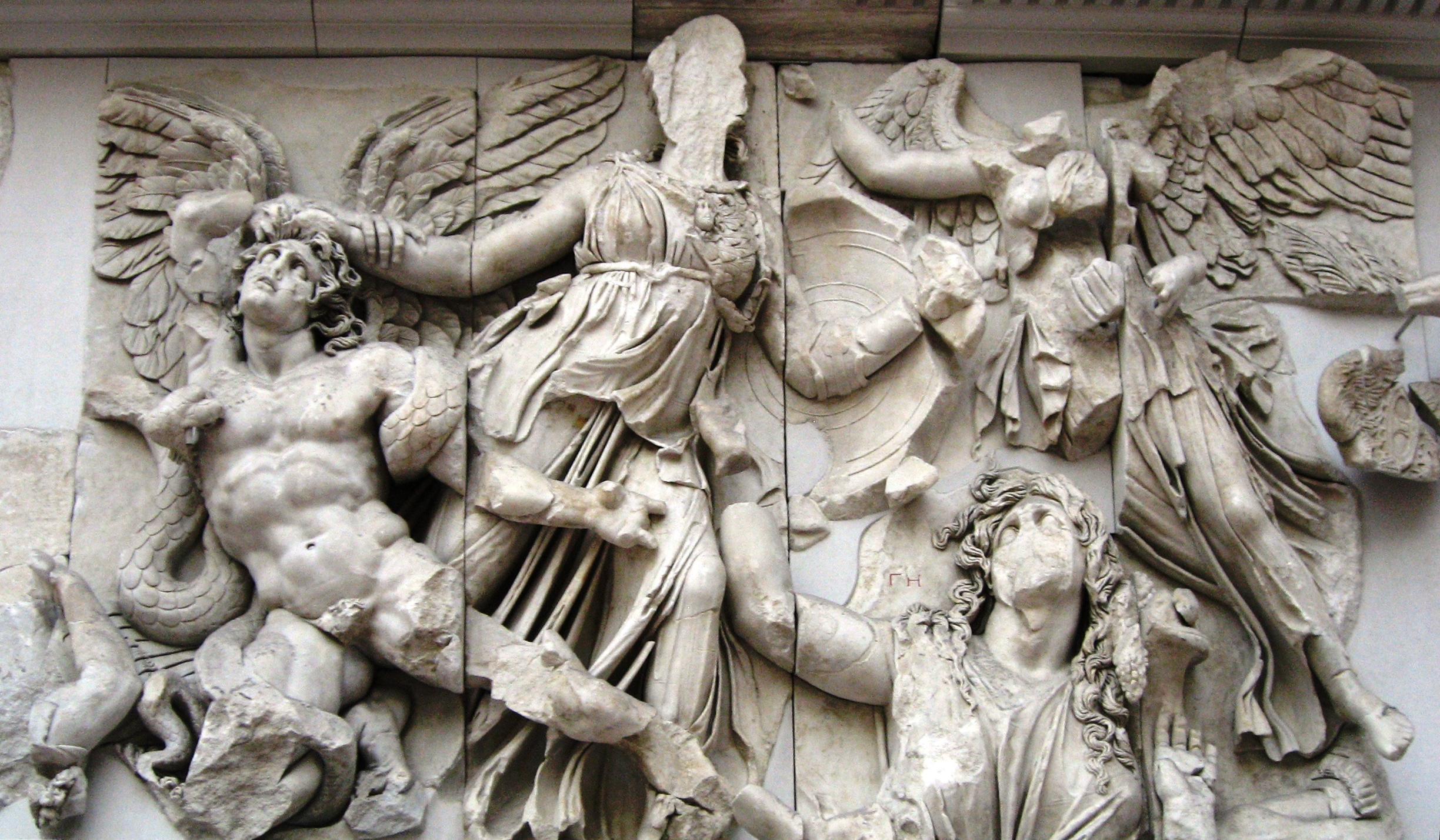
Vlys z Gigantomachie (Gaia se odvolává k Athéně, aby ušetřila její syny).

Oltář byl téměř čtvercového půdorysu (36,8 x 34,2 metrů), stál na vlysy zdobeném podstavci o délce 113 metrů a výšce 2,3 metrů. Uvnitř skrýval dvůr, v němž byl umístěn samotný obětní stůl. Vystavená část je pouze přední dochovanou částí původně čtvercové stavby, stojí na 20 metrů širokém schodišti, které vedlo do vnitřního dvora oltáře. Vlysy ze severní, jižní a východní strany jsou vystaveny na zdi haly, patří k nim i vlysy znázorňující zápas bohů a gigantů (gigantomachie), symbolizující boj mezi pergamskými Řeky a barbarskými Galaty, jejich účelem bylo potvrzení slavného původu vladařů Pergamonu. Celkovou délkou 113 metrů jde o druhé nejdelší dochované vlysy z klasického řeckého období (na prvním místě jsou vlysy z Athénského Parthenonu).
Podle knihy Zjevení kapitoly 2 verš 12 a 13 křesťanské Bible, mnozí učenci tvrdí, že Pergamonský oltář je "trůn Satanův" jenž zmiňuje apoštol Jan ve svém dopise církvi v Pergamonu.